# Jimmy Montgomery
Jimmy Montgomery (nacido el 9 de octubre de 1943 en Sunderland) es un ex futbolista inglés que será recordado como el arquero que tuvo una increíble doble salvada en la final de la FA Cup de 1973, la famosa victoria por 1-0 del Sunderland A.F.C. sobre el Leeds United.
Jugó 623 partidos por el Sunderland (537 liga, 41 FA Cup, 33 Copa, 4 Eurocopa, 8 otros).
Luego jugó para el Birmingham City y después para el Nottingham Forest. Es seguidamente reconocido como el mejor arquero de la Selección nacional de fútbol de Inglaterra.
Después de retirarse como jugador, Montgomery regresó a Birmingham City y Sunderland como entrenador de porteros.

## Honores
Sunderland
- FA Cup: 1973

Nottingham Forest
- UEFA Champions League: 1980